# Kothakota Thimmanahalli, Malur
Kothakota Thimmanahalli là một làng thuộc tehsil Malur, huyện Kolar, bang Karnataka, Ấn Độ.